# Nova història del treball
La nova història del treball és una branca de la història laboral que se centra en l'estudi de les experiències dels treballadors, dones i minories. Està fortament influenciada per la història social.
Abans dels anys 60, la majoria d'historiadors laborals de tot el món es van centrar en la història dels sindicats i de les lluites obreres. Als Estats Units, per exemple, els economistes laborals de la Universitat de Wisconsin van desenvolupar la disciplina acadèmica de la història del treball. L'objectiu fonamental de la investigació era el coneixement del desenvolupament dels mercats, sindicats i filosofies polítiques.
A la dècada de 1950, els britànics i altres historiadors europeus van desenvolupar el camp de la història social per corregir els desequilibris estructurals que percebien en l'estudi de la història. Els historiadors socials no només pretenien ampliar l'estudi de la història, sinó centrar-la en les experiències de la gent comuna més que no en institucions o elits.
Historiadors socials britànics com E. P. Thompson, en particular, van tenir un impacte significatiu en els historiadors del treball nord-americans. Els estudiosos laborals a la dreta i a l'esquerra de l'espectre polític nord-americà van trobar difícil explicar l'augment del sindicalisme a finals del segle xix, i la història social va oferir almenys un nou enfocament per resoldre l'enigma. La història social també va arrelar alhora que la mà d'obra organitzada nord-americana començava a declinar. Per als estudiosos laborals d'esquerres, la història social va suggerir una nova manera de revitalitzar el moviment obrer dels Estats Units centrant l'atenció al marge dels líders i institucions conservadores, així com va esdevenir un mitjà perquè els investigadors es puguin relacionar amb els propis treballadors. Per a alguns, la nova història del treball va allunyar la disciplina de la història laboral de la perspectiva teòrica marxista que va veure els moviments sindicals en termes d'elits, classes i institucions (vegeu Rogin, 2002).
Els crítics europeus i nord-americans de la "nova història del treball" acusen que els historiadors descurin ara les institucions i les elits. Argumenten que els líders i els sindicats amplien els objectius i valors dels treballadors tant com ells els reflecteixen. També remarquen que la "nova història del treball" té una tendència a ignorar les tendències i moviments culturals més grans i els desenvolupaments tecnològics que operen a un nivell més sistèmic que l'individu.
Especialment als EUA, molts joves historiadors laborals estan intentant una nova síntesi de les "velles" i "noves" històries del treball.